# Sunam
Sunam è una città dell'India di 51.024 abitanti, situata nel distretto di Sangrur, nello stato federato del Punjab. In base al numero di abitanti la città rientra nella classe II (da 50.000 a 99.999 persone).

## Geografia fisica
La città è situata a 30° 7' 60 N e 75° 47' 60 E e ha un'altitudine di 230 m s.l.m..

## Società

### Evoluzione demografica
Al censimento del 2001 la popolazione di Sunam assommava a 51.024 persone, delle quali 27.197 maschi e 23.827 femmine. I bambini di età inferiore o uguale ai sei anni assommavano a 6.466, dei quali 3.761 maschi e 2.705 femmine. Infine, coloro che erano in grado di saper almeno leggere e scrivere erano 31.507, dei quali 17.975 maschi e 13.532 femmine.